# 라스트 프린스
《라스트 프린스》(영어: The Last Prince)는 2010년 방영된 필리핀의 판타지 드라마이다.